# 터우툰허구

터우툰허구(위구르어: تۇدۇڭخابا رايونى 투둥사바 구, 중국어: 头屯河区, 병음: Tóutúnhé Qū)는 신장 위구르 자치구 우루무치 시의 현급 행정구역이다. 넓이는 276km2이고, 인구는 2007년 기준으로 130,000명이다.

## 행정 구역
14개 가도를 관할한다.
- 가도변사소: 钢城片区街道·火车西站片区街道·王家沟片区街道·乌昌路片区街道·北站西路片区街道·中亚北路片区街道·中亚南路片区街道·嵩山街片区街道·高铁片区街道·白鸟湖片区街道·西湖片区街道·北站东路片区街道·两河片区街道·乌鲁木齐站片区街道·